# Kingpin
Kingpin, właśc. Wilson Fisk – fikcyjna postać (złoczyńca) z komiksów z udziałem Spider-Mana i Daredevila, wydawanych przez Marvel Comics.

## Opis postaci

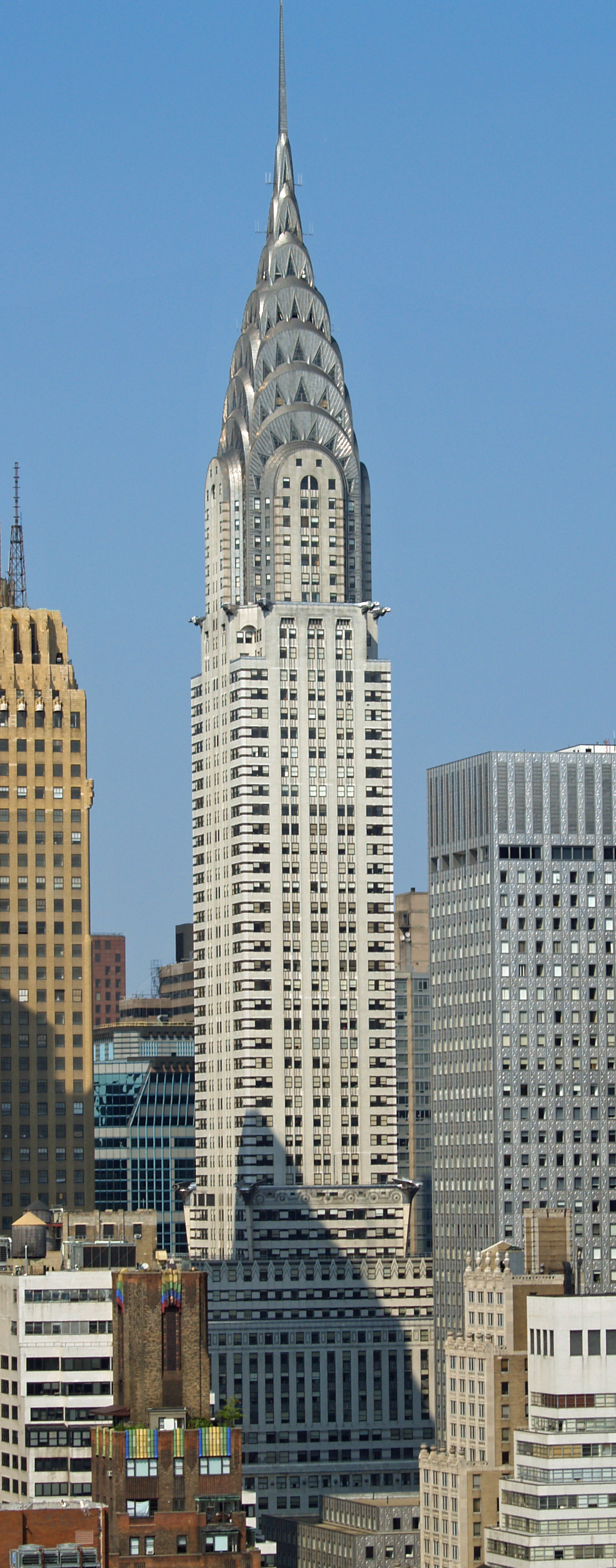
Chrysler Building

Jako dziecko Wilson Fisk cierpi z powodu samotności i drwin rówieśników z powodu swej pokaźnej tuszy. Jego ojciec zarabia na życie jako bokser, jednak ze względu na kiepski rozwój kariery, aby utrzymać siebie i syna został szeregowym gangsterem. Jako nastolatek Wilson postanawia przyłączyć się do niego. Podczas jednego z napadów, gdy próbują uciec przed policją, Wilson nie mogąc nadążyć za nim nie daje rady zadaniu, pozostawiony przez ojca na pastwę funkcjonariuszy. Ojciec, obojętny na los swojego syna, odrzeka mu jedynie, że tak bywa, po czym kontynuuje swoją ucieczkę. Sąd zaproponował mu łagodniejszy wyrok za wydanie wspólnika. Nie przystał na to, zaplanował inną zemstę. W więzieniu Wilson poczuł, że znalazł się na dnie i postanawia odbić się od niego na zawsze. Udaje, że poddaje się resocjalizacji. Zamiast tego uczy się wszystkiego, co jest niezbędne dla stworzenia kryminalnego imperium. Do uzyskania przewagi nad innymi gangsterami, postanawia otoczyć się wybitnymi naukowcami i zaawansowanymi technologiami. Po wyjściu na wolność buduje swoją pozycję przez lata. Za pomocą ataku hakerskiego wykreśla swoje nazwisko ze wszystkich policyjnych, prokuratorskich, sądowych i penitencjarnych dokumentów. W wyniku czego oficjalnie staje się wzorowym obywatelem. Nadaje sobie pseudonim Kingpin. Po osiągnięciu sukcesu w światku kryminalnym nakazuje odszukać swojego ojca (już starego człowieka). Czekał z zemstą, by wcześniej okazać mu jak wiele osiągnął w przeciwieństwie do niego. Ten, uradowany, że wielki Kingpin to jego własny syn, wyraża wielką dumę. Jednak sam Kingpin nie przebaczywszy swojemu ojcu zdrady nakazuje go zabić.  
Publicznie, Kingpin kreuje się na przedsiębiorcę i filantropa, używając dla tych celów swojego prawdziwego imienia i nazwiska, tym samym czyniąc ze swojej kryminalnej tożsamości wielką tajemnicę. Jego siedzibą główną jest Chrysler Building, gdzie na samym szczycie posiada biuro i laboratorium, w którym zatrudnia wybitnych naukowców i inżynierów. 
Prywatnie jest mężem Vanessy z którą posiada syna Richarda, pracujący dla ojca jako terenowy szef mafii. Kingpin szczyci się tym, że pomimo nieudanych relacji ze swoim ojcem świetnie dogaduje się z synem. Na spółkę z nim rozbudowując swoje mafijne imperium, jednak tylko do czasu, gdy Spider-Man doprowadza do schwytania Richarda przez policję. W wyniku schwytania własnego syna Wilson popada w rozpacz; jednak, mimo iż sąd proponuje Richardowi łagodniejszy wyrok za wydanie swojego szefa, zgodnie z prośbą swojego ojca odmawia udzielenia zeznań. Martwi się jednak, że i on zazna zemsty z rąk własnego syna.
Relacje z żoną nie układają się tak dobrze. Kocha ją i chce spełniać wszystkie jej zachcianki. Ale jednego nie może jej zapewnić: Życia bez strachu. Stale boi się, że albo policja albo konkurencyjni gangsterzy zniszczą rodzinę. Dlatego odeszła od niego. Nie próbował jej zatrzymać inaczej jak tylko zapewnieniem, że ją kocha. Bezskutecznie.
Kingpin, pomimo że wygląda na człowieka skrajnie otyłego, tak naprawdę nie ma wiele tłuszczu. Charakterystyczny kształt zapewniają mu potężne mięśnie. Dla realizacji swych celów wykorzystuje zazwyczaj swoich poddanych. Ale jeśli musi osobiście walczyć wykazuje się nieprzeciętną siłą. Do innych jego cech charakterystycznych należą biały garnitur oraz laska. W komiksach postać Kingpina jest białoskóra, jednak w filmie Daredevil posiada czarną karnację. 
Największymi wrogami Kingpina są Spider-Man, Daredevil oraz Punisher.

## Adaptacje
Kingpin pojawił się w filmie Daredevil, gdzie w jego postać wcielił się Michael Clarke Duncan. W serialach telewizyjnych Daredevil (Marvel's Daredevil), Hawkeye, Echo i Daredevil: Odrodzenie w rolę Wilsona Fiska wcielił się zaś Vincent D’Onofrio. Pojawił się również m.in. w serialach animowanych Spider-Man oraz Spider-Man: The New Animated Series jak również w Spider-Man: Uniwersum.

## Gry
Kingpin pojawił się w grze Spider-Man 3: The Game, opartej na filmie Spider-Man 3 oraz The Punisher z  2005 roku. Pojawia się także jako główny boss w arcadowej grze The Punisher z 1993 roku. Pojawił się również w grach Lego Marvel Superheroes oraz The Amazing Spider-Man 2. W wydanej w 2018 roku grze Spider-Man na platformę PS4 jest pierwszym "bossem", jego pokonanie rozwija całą dalszą fabułę wcześniej wspomnianego tytułu Insomniac Games.